# ツムギハゼ
ツムギハゼ（紬鯊、学名: Yongeichthys criniger）は、スズキ目ハゼ科に分類される魚の一種である。有毒。

## 形態
雄は全長15センチメートルに達する。背びれが前後に分かれ、前の背びれの第1棘から第4棘までが糸状に伸びており、第2棘の先が長い。胸鰭は左右合わさると吸盤状になる。

## 生息地
熱帯の底生魚である。

## 地理的分布
インド、インドネシア、日本、クウェート、フィリピン、中国海南島、広東省、台湾、ベトナム中部、タイ、トンガに分布する。

## 利害
神経毒のテトロドトキシンが筋肉、精巣、皮に含まれているため食用には出来ない。特に皮に多く、中国海南島では冬場に多く含むとされており、冬に食中毒が起きやすい。広東省雷州市では、2013年3月にトビハゼと誤認して売られていたツムギハゼを食べた22人が集団中毒になった事例がある。トビハゼと斑点模様がある点で似ているが、ツムギハゼは地色が白っぽく、側面に3つ目立つ斑点がある。また、眼球が飛び出ていない点でトビハゼ類と区別がつく。ベトナムでは食用としているマハゼと誤認した食中毒が発生している。